# 287
287 (CCLXXXVII na numeração romana) foi um ano comum do século III do Calendário Juliano, da Era de Cristo, a sua letra dominical foi B (52 semanas), teve início a um sábado e terminou também a um sábado.
| Ano completo                   |
| ------------------------------ |
| Ano comum com início ao sábado |

## Acontecimentos
- Diocleciano e Maximiano tornam-se Cônsules romanos.

## Nascimentos
- Catarina, filha do Rei Costus, governador de Alexandria, futura Santa Catarina de Alexandria.